# Чемпионат мира по горному бегу 2013
29-й чемпионат мира по горному бегу прошёл 8 сентября 2013 года в Крынице-Здруй, курортном городе на юге Польши. Участники соревновались в дисциплине горного бега «вверх-вниз». Разыгрывались 8 комплектов наград: по четыре в индивидуальном и командном первенствах (мужчины, женщины, юниоры и юниорки до 20 лет). Среди юниоров могли выступать спортсмены 1994 года рождения и моложе.
Чемпионат стал главным событием традиционного бегового фестиваля в Крынице-Здруй, в рамках которого были проведены забеги для всех желающих на различные дистанции. Победители и призёры мирового первенства определялись на круговой трассе длиной 4,1 км и перепадом высот 219 метров. Ареной состязаний стал национальный парк «Попрад». Верхняя точка маршрута располагалась на вершине горы Явожина (высота 1114 метров над уровнем моря) горного массива Сондецкие Бескиды. Юниорки бежали один круг, юниоры и женщины — два, мужчины — три.
Забеги прошли в тёплую и солнечную погоду. На старт вышли 329 бегунов (137 мужчин, 82 женщины, 68 юниоров и 42 юниорки) из 39 стран мира. Каждая страна могла выставить до 6 человек в мужской забег, до 4 человек — в женский и юниорский и до 3 человек — среди юниорок. Сильнейшие в командном первенстве определялись по сумме мест четырёх лучших участников у мужчин, трёх лучших — у женщин и юниоров, двух лучших — у юниорок.
Среди юниорок до 20 лет призовые места распределились на заключительном отрезке дистанции. Сильнейшей стала американка Аманда Ортис, второе место заняла Леа Эйнфальт из Словении, которая третий год подряд поднялась на пьедестал чемпионата мира. За это время она выиграла полный комплект медалей: золото, серебро и бронзу.
Забег юниоров после первого круга возглавлял Рамазан Карагёз из Турции. Его темп поддерживал итальянец эфиопского происхождения Некагенет Криппа. После 6-го километра Криппа предпринял попытку уйти в отрыв, которая оказалась успешной. На финише его преимущество над Карагёзом составило 15 секунд.
В соревнованиях среди женщин после первого круга сформировалось трио лидеров из британки Эммы Клейтон, ирландки Сары Маккормак и турчанки Бурджу Бююкбезгин. К середине заключительного круга только Клейтон смогла сохранить свою позицию, в то время как позади неё на призовые позиции поднялись итальянки Аличе Гаджи и Элиза Деско. За километр до финиша преимущество британки составляло 17 секунд, но его не хватило, чтобы сдержать атаки соперниц. Гаджи смогла опередить лидера и стала чемпионкой мира, Клейтон завоевала серебро, Деско, вернувшаяся в 2013 году после допинговой дисквалификации, получила бронзу за третье место.
Темп в мужском забеге весь первый круг задавал чемпион мира 2011 года Макс Кинг. Однако травма ноги не позволяла американцу бежать в полную силу, из-за чего он был вынужден сойти с дистанции. На втором круге вперёд вышли бегуны из Уганды. В отличие от чемпионата 2011 года, в этот раз они рассчитали свои силы, полностью контролировали забег и на финише заняли первые четыре места. Золотую медаль завоевал Филип Киплимо, серебряную — Джеффри Кусуро, бронзовую — Натан Айеко. В командном первенстве сборная Уганды победила с минимально возможным количеством очков (10).

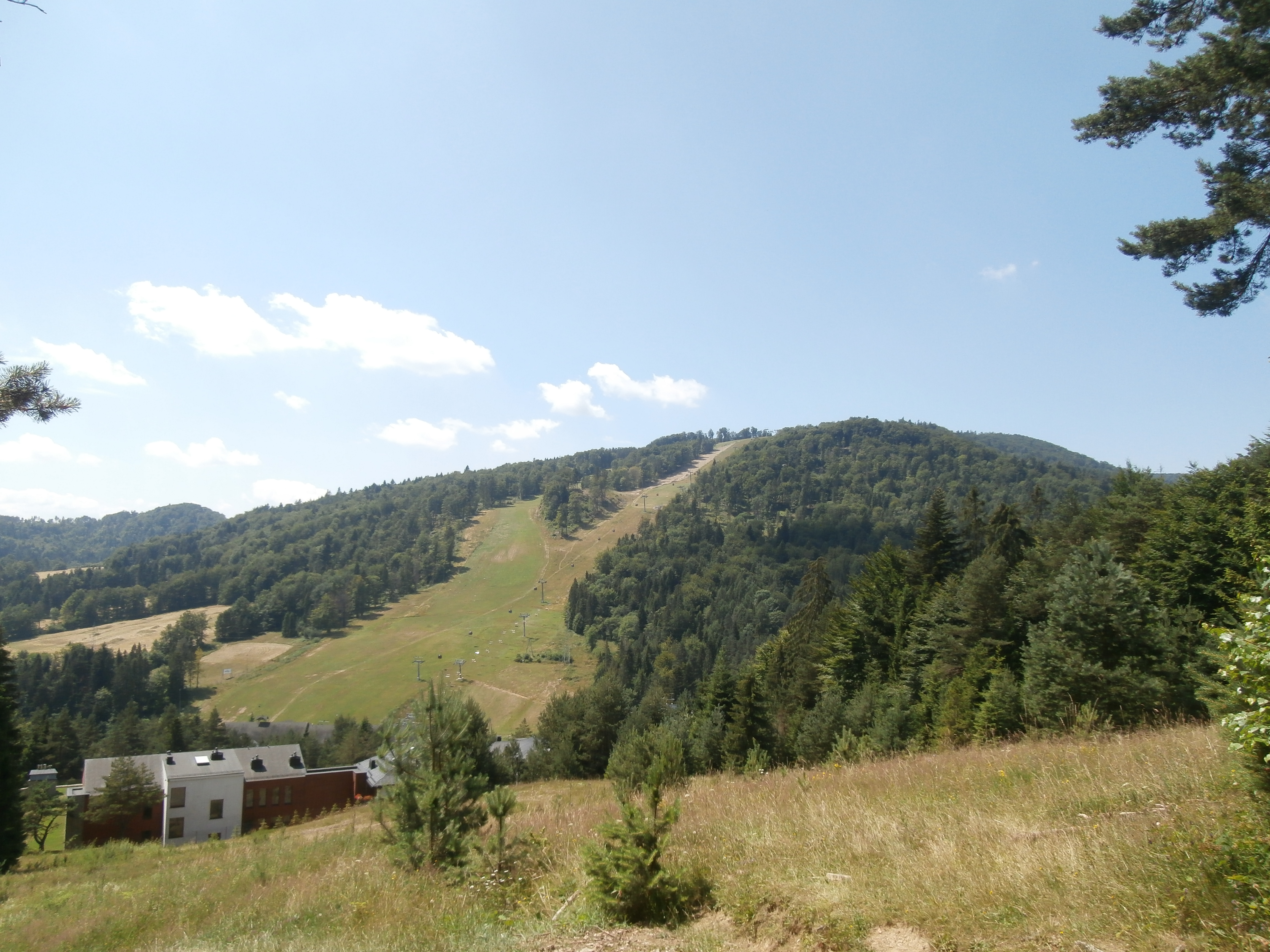
Гора Явожина
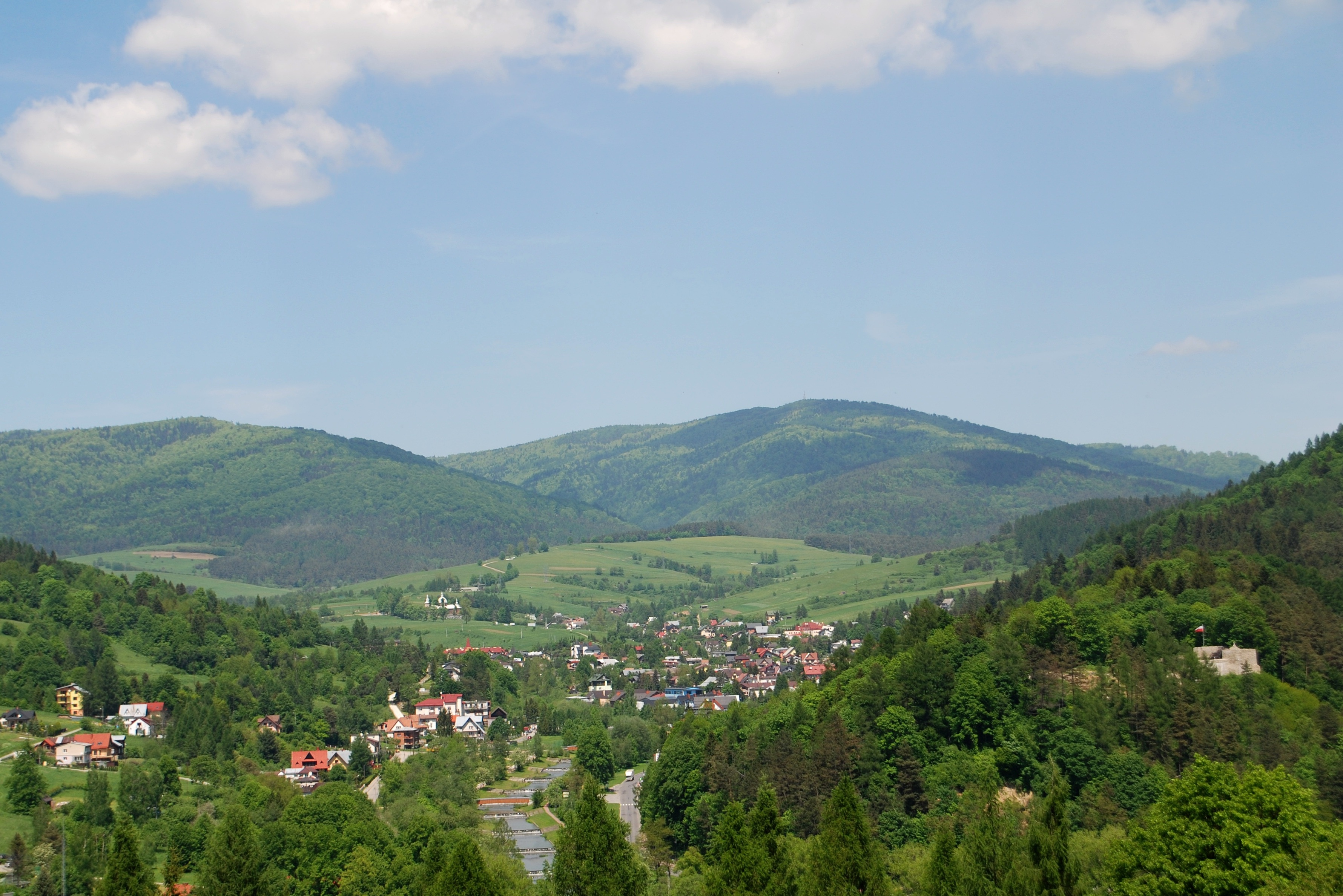
Национальный парк Попрад

## Расписание
| Дата            | Время | Забег   |
| --------------- | ----- | ------- |
| 8 сентября 2013 | 09:15 | Юниорки |
| 8 сентября 2013 | 10:00 | Юниоры  |
| 8 сентября 2013 | 11:00 | Женщины |
| 8 сентября 2013 | 12:00 | Мужчины |

Время местное (UTC+2:00)

## Призёры
Курсивом выделены участники, чей результат не пошёл в зачёт команды.

### Мужчины
| Дисциплина                                 | Золото                                                               | Золото   | Серебро | Серебро  | Бронза                                                                                        | Бронза  |
| ------------------------------------------ | -------------------------------------------------------------------- | -------- | --- | -------- | --------------------------------------------------------------------------------------------- | ------- |
| 13,5 км перепад высот: +838 м −838 м       | Филип Киплимо Уганда                                                 | 54.22    | Джеффри Кусуро Уганда                                                                                             | 55.06    | Натан Айеко Уганда                                                                            | 55.19   |
| 13,5 км (команды)                          | Уганда · Филип Киплимо · Джеффри Кусуро · Натан Айеко · Питер Кибет  | 10 очков | Италия · Бернард Дематтеис · Мартин Дематтеис · Алекс Бальдаччини · Габриэле Абате · Лука Каньяти · Ксавье Шеврье | 40 очков | Турция · Ахмет Арслан · Мехмет Аккоюн · Дениз Казан · Явуз Агралы · Эмрах Акалын · Акиф Кытыр | 82 очка |
| Юниоры 9,1 км перепад высот: +561 м −561 м | Некагенет Криппа Италия                                              | 38.58    | Рамазан Карагёз Турция                                                                                            | 39.13    | Мануэль Иннерхофер Австрия                                                                    | 39.44   |
| Юниоры 9,1 км (команды)                    | Чехия · Доминик Садло · Томаш Лихий · Йозеф Гавличек · Доминик Кубец | 25 очков | Италия · Некагенет Криппа · Микеле Вайя · Надир Каванья · Джампаоло Кротти                                        | 29 очков | Великобритания · Брэд Трэвисс · Максимилиан Николлс · Натан Джонс · Макс Уортон               | 32 очка |

### Женщины
| Дисциплина                                  | Золото                                                                       | Золото   | Серебро                                                                      | Серебро  | Бронза                                                                 | Бронза   |
| ------------------------------------------- | ---------------------------------------------------------------------------- | -------- | ---------------------------------------------------------------------------- | -------- | ---------------------------------------------------------------------- | -------- |
| 9,1 км перепад высот: +561 м −561 м         | Аличе Гаджи Италия                                                           | 42.47    | Эмма Клейтон Великобритания                                                  | 43.12    | Элиза Деско Италия                                                     | 43.32    |
| 9,1 км (команды)                            | Италия · Аличе Гаджи · Элиза Деско · Антонелла Конфортолла · Саманта Галасси | 11 очков | Великобритания · Эмма Клейтон · Сара Танстолл · Мэри Уилкинсон · Кэти Уолшоу | 22 очка  | Ирландия · Сара Маккормак · Кейт Кронин · Сара Маллиган · Шарон Тримбл | 51 очко  |
| Юниорки 4,6 км перепад высот: +286 м −286 м | Аманда Ортис США                                                             | 22.56    | Леа Эйнфальт Словения                                                        | 23.07    | Тубай Эрдал Турция                                                     | 23.21    |
| Юниорки 4,6 км (команды)                    | Великобритания · Аннабель Мейсон · Джорджия Малир · Катриона Грейвс          | 9 очков  | США · Аманда Ортис · Тейбор Сколл · Эмма Абрахамсон                          | 17 очков | Россия · Екатерина Ивонина · Ольга Шарпова · Кристина Бойкова          | 19 очков |

## Медальный зачёт
Медали завоевали представители 10 стран-участниц.
 Принимающая страна
| Место | Страна         | Золото | Серебро | Бронза | Всего |
| ----- | -------------- | ------ | ------- | ------ | ----- |
| 1     | Италия         | 3      | 2       | 1      | 6     |
| 2     | Уганда         | 2      | 1       | 1      | 4     |
| 3     | Великобритания | 1      | 2       | 1      | 4     |
| 4     | США            | 1      | 1       | 0      | 2     |
| 5     | Чехия          | 1      | 0       | 0      | 1     |
| 6     | Турция         | 0      | 1       | 2      | 3     |
| 7     | Словения       | 0      | 1       | 0      | 1     |
| 8     | Австрия        | 0      | 0       | 1      | 1     |
| 8     | Ирландия       | 0      | 0       | 1      | 1     |
| 8     | Россия         | 0      | 0       | 1      | 1     |
| Всего | Всего          | 8      | 8       | 8      | 24    |